# Cartes réponses internationales

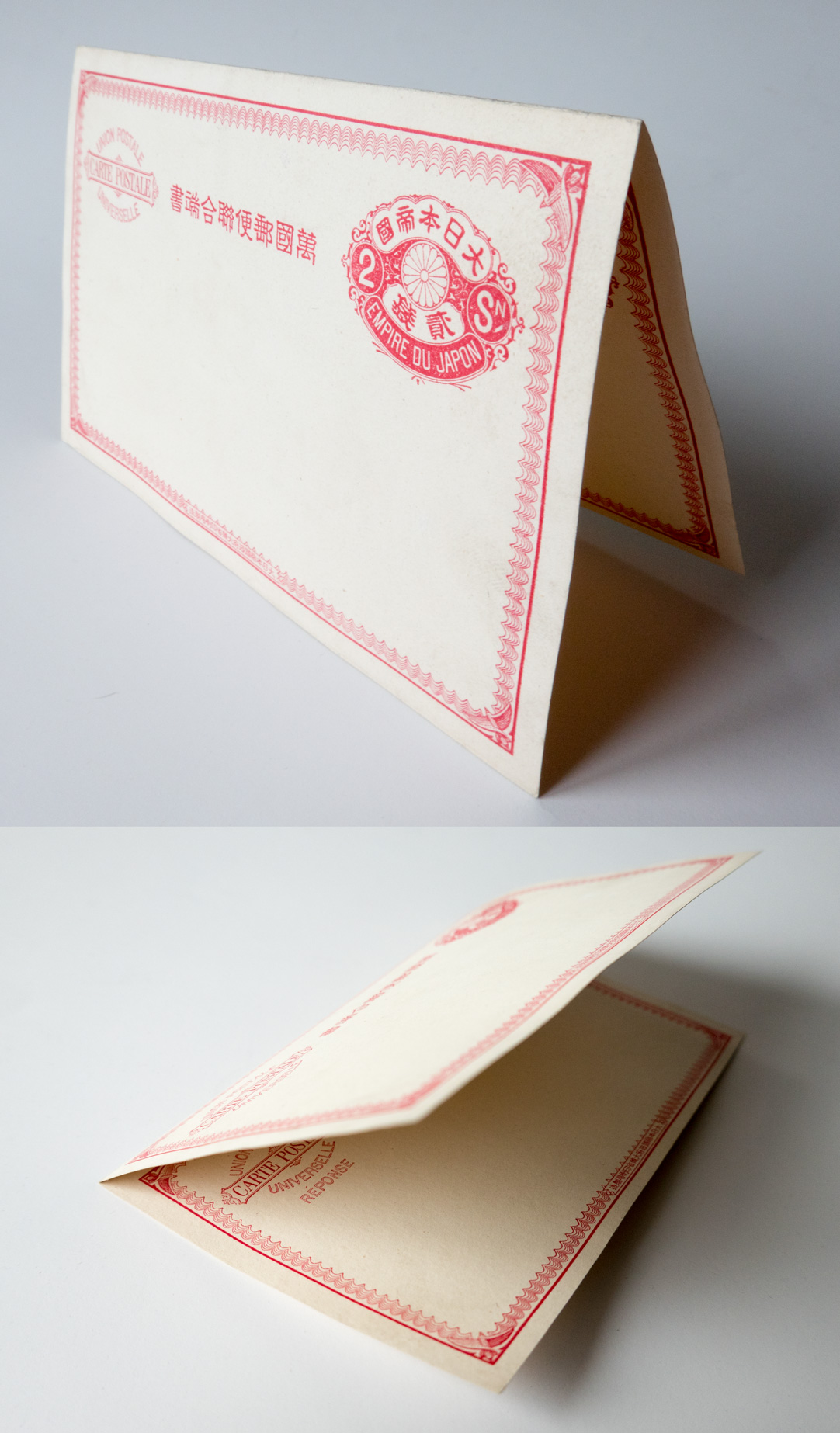
Carte entier postal avec coupon réponse prépayée de l'empire du Japon vers 1890-1900

Les cartes réponses internationales étaient des cartes postales avec réponse payée en usage jusqu'en 1971.
Elles consistaient en un lot de deux cartes timbrées attenantes, dont l’une était destinée à  l’expéditeur initial, et la seconde était réservée à la réponse éventuelle du destinataire. Les deux cartes pouvaient être timbrées soit au tarif interne des cartes postales, pour être utilisées à l’intérieur du seul pays d’émission, soit au tarif international, pour l’usage à destination de n’importe quel pays de l’Union postale universelle (U.P.U.).
Elles avaient l’avantage de faciliter la réponse rapide des destinataires, puisque ceux-ci n’avaient qu’à remplir, dès réception, la seconde carte avant de la poster.

## Les cartes-réponses internationales officielles
Ces cartes internationales, qui ont le plus souvent revêtu la forme d’entiers postaux, ont d’abord été créées en vertu d’un accord international de 1878 limité à certains membres de l’U.P.U. Par la suite, leur usage a été rendu valable, en 1885, dans tous les États membres de l’U.P.U.
Il en est résulté que tous les pays destinataires de ces cartes doubles avaient le devoir d'assurer gratuitement le retour de la seconde carte, qui était la seule véritable carte réponse.
Leurs postes avaient alors le devoir d’en oblitérer le (ou les) timbre(s), ce qui a créé pour les collectionneurs un nouveau cas de timbres « used abroad », c’est-à-dire oblitérés à l’étranger.
Plusieurs États émirent de telles cartes-réponses, internes et internationales, sous la forme d’entiers postaux doubles. Aussi, pour éviter les confusions, les pays émetteurs devaient en principe y faire figurer en français les mentions suivantes :
- Sur la première carte (aller) : « Carte postale avec réponse payée ».
- Sur la seconde carte (retour) : « Carte postale réponse ».

Mais les cartes réponse n’étaient pas nécessairement des entiers, et rien n’empêchait les États membres ou les particuliers de timbrer leurs cartes-réponse avec des figurines postales adhésives au tarif international.
Par ailleurs, les entiers-réponses du service intérieur pouvaient aussi être admis à destination de l’étranger, à condition d’être complétés en timbres mobiles du pays d’origine, en conformité avec son tarif international. Dans ces conditions, ceux de ces timbres qui figuraient en complément sur la carte-réponse recevaient nécessairement, tout comme l’entier sur lequel ils étaient apposés, une oblitération étrangère, lors du renvoi par le destinataire du volet-réponse complété.
L’emploi en retour des cartes réponses détachées de leurs cartes « aller » n’était en principe possible qu’à destination de l’État d’origine. Ces cartes réponse pouvaient alors être recommandées ou expédiées par la poste aérienne, mais à condition d’y coller les surtaxes correspondantes en timbres mobiles du pays de retour.
Les cartes-réponse de fabrication privée (imprimées ou même manuscrites), affranchies de timbres mobiles pouvaient circuler internationalement dans les mêmes conditions, mais à condition de respecter les mêmes règles que les cartes-réponses internationales officielles.
L’emploi des cartes-réponses, déjà au départ très limité, n’a fait que se réduire et a fini par tomber en désuétude. Si bien que le Congrès de l'U.P.U. réuni à Tokyo en 1969 a mis fin, à compter du 1er août 1971, à leur validité internationale.

## Les cartes-réponses internationales privées
Du fait de l’émission par de nombreux pays de cartes-réponses, sous la forme d’entiers-postaux, on a souvent perdu de vue que les cartes-réponses internationales prévues par les accords internationaux n’excluaient pas le recours à d’autres types de cartes réponses. Il en était ainsi des cartes-réponses privées affranchies en timbres mobiles.
C’est ainsi que telles cartes-réponse privées furent utilisées à des fins associatives et culturelles, à partir de la France, par une organisation non gouvernementale dénommée « Comité de sauvegarde de la Langue française », il y a une trentaine d’années : Elles permettaient d’expédier des convocations à des correspondants éparpillés dans des pays différents, de façon à accélérer le retour de leurs accusés de réception ou de leurs pouvoirs.
Les membres de cette organisation n’avaient, en effet, qu’à ajouter leur signature au verso de ces cartes avant de les renvoyer. Certains de ces utilisateurs, dispersés de par le monde, semblent avoir été des enseignants ou des militaires. D’où l’emploi occasionnel par certains d’entre eux des timbres F.M., ce qui n’a pas toujours plu aux postiers français, bien que l’emploi de ces figurines n'ait été interdit qu'« à destination », mais non « en provenance » de l’étranger.
Ces cartes-réponses privées, soumises aux mêmes exigences que les entiers réponses habituels, ont pu être renvoyées à l’expéditeur initial en recommandation ou par avion, sous réserve que leurs affranchissements d’origine aient été complétés de la surtaxe appropriée en timbres du pays de renvoi. Ce qui a entraîné l’apparition d’affranchissements mixtes des plus intéressants.
Enfin, même après leur suppression au niveau international en 1971, certaines cartes postales réponses privées, comme celles de l’association des Médaillés des Palmes académiques, ont encore pu circuler entre des États souverains, mais à condition qu'elles soient tous deux inclus dans le même service postal intérieur. Ainsi en a-t-il été de l'envoi de cartes réponse entre la France et l’Andorre ou entre la France et la Principauté de Monaco.